# Henry Söderberg
Henry Söderberg (* 1916; † 21. September 1997) war ein schwedischer Rechtsanwalt und einer von sieben Ausländern, denen es im Namen der Y.M.C.A. erlaubt war, während des Zweiten Weltkriegs die Kriegsgefangenenlager im Deutschen Reich zu besuchen.

## Leben
Obwohl es im Internet viele Quellen gibt, die Söderbergs Wirken zum Wohle der ausländischen Kriegsgefangenen im Deutschen Reich belegen, gibt es kaum biografisches Material über sein Leben. Die folgenden Angaben sind den biografischen Notizen zu seinen Artikeln My Friend William Who Made Music Behind Barbed Wire & Grammophone recording German POW Camps entnommen.
Söderberg war Anwalt mit dem Schwerpunkt Internationales Luftfahrtrecht. Nach dem Krieg arbeitete er von 1945 bis 1946 noch für ein Jahr für die Y.M.C.A.-Kriegsgefangenenhilfe, nun auch in der Hilfe für deutsche Kriegsgefangene in den Lagern der Alliierten. Ab 1947 bis 1966 war Söderberg für die schwedische Luftfahrtbehörde tätig und war während dieser Zeit für fünf Jahre auch schwedischer Vertreter in der Internationalen Zivilluftfahrtorganisation. Von 1966 bis 1981 arbeitete er in mehreren Funktionen für die Scandinavian Airlines und ging als deren „Vice President“ in den Ruhestand.
Er lebte in Stockholm-Vällingby. Seine Schweizer Ehefrau Claire arbeitete von 1945 bis 1948 für das „War Prisoners’ Aid of the International Y.M.C.A“ in dessen Genfer Zentrale und in Deutschland.
Söderbergs Nähe zur Luftfahrt und ihrer Geschichte bildeten den Hintergrund für sein Buch „Swedenborg’s 1714 airplane. A machine to fly in the air“, in dem er sich mit einer frühen Erfindung des schwedischen Wissenschaftlers, Mystikers und Theosophen Emanuel Swedenborg befasste.
Henry Söderberg starb im September 1997. In der „US Air Force Academy“ befindet sich die „Söderberg collection 1935–1997“, deren Beschreibung im WorldCat erste Anhaltspunkte über Söderbergs Arbeit im Zweiten Weltkrieg liefert:

“A collection of materials pertaining to the wartime service of Henry Söderberg, a Swedish national and volunteer with the International Y.M.C.A. during World War II. Besides Söderberg’s diaries, scrapbooks, and photos of various camps, Söderberg kept records of the prisoners he spoke with and noted how the Y.M.C.A. was able to assist them with their personal requests. A listing of those prisoners and their home state or country details those efforts. Other significant items include an unpublished manuscript entitled ‘The Sane Asylum’ written by Jewish POW Alfred J. Bruch. He described camp life and personalities in Ilag VIII Z at Kreuzburg, from his arrival in 1940 until the camp was liberated in 1945. There are photos taken by Söderberg that illustrate part of that diary. There also is a series of linoleum prints from Ilag XVIII allegorically depicting the thoughts of a Jewish internee dreaming about the future state of Israel, a book of poetry from Stalag Luft VI, and copies of the publication ‘Ceux du 1 A’ that detail camp life in Stalag 1A and are considered unique in discussion of the Russian advance.”

## Leistungen
Söderbergs Arbeit im Zweiten Weltkrieg ist eingebettet in die Arbeit der Y.M.C.A. und deren besonderem Status zur Betreuung ausländischer Kriegsgefangener im Deutschen Reich.
Er war einer der sieben offiziellen Y.M.C.A.-Delegierten, denen es erlaubt war die Kriegsgefangenenlager im Deutschen Reich zu betreten und dort Kontakte aufzunehmen sowohl zu den Lagerleitungen, als auch zu den Kriegsgefangenen selber. Seinen geographischen Zuständigkeitsbereich beschreibt er folgendermaßen: „I visited camps in eastern Germany and western Poland, an area in which more than a million allied prisoners were kept, British, American, French, Serbian, Italian, Polish, Belgian etc. There were also hundreds of thousands Russian POWs in my region – without possibility for us to assist.“
Henry Söderberg hatte seine Tätigkeit im Sommer 1943 als Nachfolger des schwedischen Y.M.C.A.-Delegierten Gunnar Jansson aufgenommen.
Seine Bewegungsfreiheit in Deutschland ermöglichte es ihm, sich ein detailliertes Bild von den Bedingungen zu machen, unter denen die Kriegsgefangenen zu leben hatten. Er besuchte die Lager häufig, so auch das Stalag Luft und das Oflag 64 in Schuben. Aus dem Oflag 64 existiert ein umfangreiches Tonarchiv mit Grammophonaufzeichnungen, von denen aber nicht völlig sicher zu sein scheint, ob diese Aufzeichnungen von Söderberg gemacht wurden. Belegt sind seine großen Anstrengungen „to procure and deliver items requested by the various compounds. As a result, each compound had a band and orchestra, a well-equipped library, and sports equipment to meet the different British and American national tastes. Chaplains also had the necessary religious items to enable them to hold regular services. In addition, many men were able to advance, and in a few cases, complete their formal education.“
Was für das Oflag 64 nicht gänzlich gesichert scheint, fand aber im Lager Kreuzburg (Oberschlesien) statt: Musikaufzeichnungen in einem Kriegsgefangenenlager. Es hatte zuvor bereits – gegen Ende des Jahres 1943 – eine noch von Söderbergs Vorgänger als Y.M.C.A.-Delegierter, Gunnar Jansson, vermittelte Sendung des Schwedischen Rundfunks gegeben, die auf Hilsleys Kompositionen basierte. Jansson hatte die Noten aus Kreuzburg an den Rundfunk weitergeleitet, wo sie von eigenen Komponisten arrangiert und dann von schwedischen Musikern mit Unterstützung von Opernsängern gespielt wurden. Söderberg, der Hilsley (damals noch „Hildesheimer“) im Sommer 1943 noch vor der Radiosendung kennengelernt hatte, war überrascht von dessen musikalischem Engagement im Lager und von dessen Anerkennung und Popularität unter den Lagerinsassen – „even the Germans admired him and came to his concerts“. So kam es dann 1944 zu erneuten Tonaufzeichnungen.

“During the summer 1944 the Germans permitted me to make gramophone recordings in Ilag VIII/Z 1 Kreuzburg, Upper Silesia. This was a part of a Y.M.C.A. drive to raise money in the home countries for the work in Germany. The Hildesheimer music got a prominent place in my series of recordings. Therefore and luckily, today – more than half a century after the end of the war – we can still listen to William’s live music inside the barbed wire played on instruments sent from the Y.M.C.A. Considering the conditions under which the records were made – no studios! – whith primitive equipment, faltering elöectric current and instruments somewhat badly knocked about – the camp atmosphere can be brought back in a moving way.”

Von den sieben Y.M.C.A.-Delegierten, die die Kriegsgefangenenlager betreten durften, waren nur zwei in der Lage, Musikaufnahmen zu machen: Henry Söderberg und sein Kollege Erik Berg, der die süddeutschen Gefangenenlager betreute. Ziel war es, wie in dem vorstehenden Zitat schon angedeutet, mit den Musikaufzeichnungen in den Heimatländern der Gefangenen Gelder für deren Unterstützung zu sammeln, da die Ressourcen der Hilfsorganisationen mit der Fortdauer des Krieges schwanden. Die Erlaubnis für die Aufnahmen wurde dem Y.M.C.A. Anfang 1944 erteilt – gegen den Widerstand der Gestapo, aber mit Unterstützung der Heeres- und Luftwaffenführung. „One of the German arguments in favor of the project was also that it would be good for the outside world to know that the German Military Custodians were not so inhuman and cruel as was reported daily by the foreign press. (This was at a time when the news had started to leak about the atrocities committed in concenbtration camps – areas to which neither the Red Cross nor the Y.M.C.A. had access.)“ Verboten waren allerdings Aufnahmen mit und unter Gefangenen aus von Deutschen eroberten oder besetzten Gebieten.
Bereits im Sommer 1943 war das technische Equipment für die Aufnahmen von der Schweizer Firma Thorens nach Sagan in der Nähe des „Stalag Luft“ geliefert worden. Söderberg und Berg brauchten jedoch eine längere Zeit, um sich mit der ihnen ungewohnten Technik vertraut zu machen. In einem weiteren Schritt, mussten die Lager bestimmt und ausgewählt werden, die für Aufnahmen in Frage kamen.

“In my case I got German permission from two big English camps, Stalag VIII A in Görlitz and XXI D in Poznan; also from the commandants of Stalag Luft III in Sagan and Oflag 64 in Szubin(bozh with American officers). In addition I was also free to record in Ilag VIII/Z in Kreuzburg – the camp in which William Hildesheimer was a POW. My charcoal droven Opel car was loaded with the recording equipment – and off I drove, a little bit tense and nervous about this new undertaking.”

Söderberg berichtet von einer durchweg aufgeschlossenen Atmosphäre bei den Aufnahmen in den Camps. Unterstützung erhielt er von den Gefangenen ebenso wie von deren deutschen Bewachern. Doch ein Problem zog sich durch das ganze Unterfangen: „Electricity came and went.“ Aufnahmen mussten abgebrochen und an einem anderen Tag fortgesetzt werden, und wenn die Stromversorgung funktionierte, galt es immer noch, sich mit den für Tonaufnahmen meist sehr unzulänglichen akustischen Verhältnissen auseinanderzusetzen. Umso größer dann die Freude, wenn die Aufnahmen abgeschlossen waren und von allen Beteiligten noch einmal gemeinsam abgehört werden konnten:

“When the recordings days came to an end – and this happened in all camps – the whole POW community with the German guards all around gathered in order to listen to their achievments. They were all really proud of it – even the German commandants. And what a pleasant change it had been for the POWs in the daily boring routines behind the Wires!”

Söderberg hatte zwar die Erlaubnis für die Tonaufnahmen, doch er konnte nicht unmittelbar frei über sie verfügen. Jede Aufzeichnung wurde durch die Gestapo überprüft, und so dauerte es mehrere Monate, bis die Aufnahmen nach Stockholm und Genf gelangten, von wo aus sie weiter nach London und New York verschickt wurden. Erst Anfang 1945 waren Radioprogramme auf der Basis der Lageraufnahmen möglich, doch zu dem Zeitpunkt verfehlten sie ihren eigentlichen Zweck, der Unterstützung der Lagerinsassen, denn zu diesem Zeitpunkt war die Rote Armee schon so weit nach Westen vorgedrungen, dass die von Söderberg betreuten Lager geräumt und deren Insassen auf lange Märsche in andere Teile Deutschlands gezwungen wurden. Die Aufzeichnungen erhielten nun eine andere Bedeutung: Sie dokumentierten der Öffentlichkeit gegenüber die Arbeit der Y.M.C.A. während des Krieges, die nun für noch viele Jahre fortgeführt werden musste zur Unterstützung der Flüchtlinge und der Displaced Persons.
Söderberg selbst nahm auch an den Evakuierungsmärschen teil:

“During the last hectic and chaotic weeks of the war I suddenly found myself among the crew of the former Silesian Kreuzburg camp, now far deep down in the Austrian Alps in the town of Spittal an the border to Italy! Here I met William [Hilsley] again. I became a voluntary inmate in his camp. I could stay inside the camp and witness its liberation by the 8th British Army during the first week of May 1945. Those days were exciting – to say the least. But William and his music-making friends, in spite of the chaos and unrest all around, continued to play and sing for us. They were a constant source of inspiration and encouragement to their fellow prisoners in the midst of a dissolving world on the verge of recreation. I said good-bye to William and his internment friends in Rome in the middle of May, then thinking we should never meet again. The ex-prisoners were soon repatriated to their home countries.”

Ein Wiedersehen zwischen Söderberg und Hilsley fand 1992 in Stockholm statt.
Söderberg benutzte die Aufzeichnungen in den Jahren 1946–1947 während einer längeren Vortragsreise durch die USA. Schon während dieser Reise und auch danach entstanden viele Kopien der Aufzeichnungen, ergänzt durch Interviews, auf die ehemalige Kriegsgefangene zurückgriffen. Dazu gehören auch die Tonaufnahmen aus dem Oflag 64. Alle Aufzeichnungen Söderbergs wurden später auf Bänder überspielt und befinden sich heute als „Söderberg collection 1935–1997“ in der Bücherei der United States Air Force Academy in Colorado Springs. Ein Teil der Aufnahmen wurde dem „Iowa Gold Star Military Museum“ übergeben. Darüber hinaus war Söderberg noch immer im Besitz einer großen Sammlung von Plattenaufzeichnungen, von ihm selbst und von Erik Berg, für die er nach einer endgültigen Lagerstätte suchte. Darunter waren inzwischen auch Aufnahmen aus den alliierten Lagern für deutsche Wehrmachtsangehörige. Sein Artikel im Anhang zu Hilsleys Erinnerungen endet mit einem Ausblick auf den noch nicht gesicherten „final resting place for gramophone records“: „I hope soon to find a resting place also for these German POW records.“ Ob dieser Wunsch bis zu seinem Tod im September 1997 oder danach in Erfüllung gegangen ist, ist nicht bekannt; die Kurzbeschreibung der „Söderberg collection“ gibt darüber keinen Aufschluss.

## Werke
- Henry Söderberg: Över gränser, genom spärrar: Två år bland allierade krigsfångar i Tyskland. Stockholm, 1945. (Titelübersetzung: Über die Grenzen hinweg, durch die Schleusen: Zwei Jahre unter alliierten Kriegsgefangenen in Deutschland), Nachweis aus dem WorldCat.
- Henry Söderberg: Swedenborg’s 1714 airplane. A machine to fly in the air. Swedenborg Foundation, New York, 1988, ISBN 0-87785-138-7.
- Henry Söderberg: My Friend William Who Made Music Behind Barbed Wire & Grammophone recording German POW Camps. In: William Hilsley: Musik hinterm Stacheldraht. Tagebuch eines internierten Musikers 1940–1945. Ulrich Bornemann, Karlhans Kluncker, Rénald Ruiter (Hrsg.), Verlag für Berlin-Brandenburg, Potsdam 1999, ISBN 3-932981-48-0, S. 107–114.
- William Hilsley: Musik hinterm Stacheldraht. Tagebuch eines internierten Musikers 1940–1945. Ulrich Bornemann, Karlhans Kluncker, Rénald Ruiter (Hrsg.), Verlag für Berlin-Brandenburg, Potsdam 1999, ISBN 3-932981-48-0.